# Hứa Học Cường
Hứa Học Cường (tiếng Trung giản thể: 许学强, bính âm Hán ngữ: Xǔ Xué Qiáng, sinh tháng 6 năm 1963, người Hán) là tướng lĩnh Quân Giải phóng Nhân dân Trung Quốc. Ông là Thượng tướng Quân Giải phóng Nhân dân Trung Quốc, Ủy viên Ủy ban Trung ương Đảng Cộng sản Trung Quốc khóa XX, hiện là Hiệu trưởng Đại học Quốc phòng Trung Quốc. Ông nguyên là Phó Tư lệnh Chiến khu, Tư lệnh Không quân Chiến khu Bắc Bộ; Tham mưu trưởng Không quân Chiến khu Đông Bộ.
Hứa Học Cường là đảng viên Đảng Cộng sản Trung Quốc, ông có sự nghiệp đều công tác ở lực lượng Không quân Trung Quốc trước khi trở thành Hiệu trưởng Đại học Quốc phòng.

## Xuất thân và giáo dục
Hứa Học Cường sinh tháng 6 năm 1963 tại tỉnh Hà Nam, Cộng hòa Nhân dân Trung Hoa. Ông lớn lên và tốt nghiệp phổ thông ở Hà Nam, theo học các khóa học quân sự tại trường quân sự trong những năm công tác, chuyên môn về hàng không và là phi công chiến đấu, được kết nạp Đảng Cộng sản Trung Quốc vào năm 1983.

## Sự nghiệp

### Các giai đoạn
Hứa Học Cường nhập ngũ Quân Giải phóng Nhân dân Trung Quốc vào năm 1981, thuộc lực lượng Không quân Trung Quốc. Trong những năm thời kỳ đầu, ông là phi công, phi công chiến đấu, phi công trưởng các đơn vị của Quân đoàn Không quân 4 và Không quân Quân khu Nam Kinh. Năm 1995, Quân đoàn Không quân 4 được cải tổ chuyển thành Sở chỉ huy Không quân Thượng Hải, Hứa Học Cường chuyển sang cơ quan này. Ông duy trì công tác ở đây trong những giai đoạn chuyển đổi tiếp theo, lần lượt là Căn cứ Không quân Thượng Hải (1993, 2011), Sở chỉ huy Không quân Thượng Hải (2003) và ông là Tư lệnh cơ quan này từ 2007. Năm 2010, ông được trao giải thưởng "Sĩ quan chỉ huy ưu tú toàn quân Trung Quốc" (全军优秀指挥军官), được phong quân hàm Thiếu tướng Không quân vào tháng 6 năm 2013.
Năm 2014, Hứa Học Cường được bổ nhiệm làm Tham mưu trưởng Không quân Quân khu Nam Kinh, và là Tham mưu trưởng Không quân Chiến khu Đông Bộ từ tháng 3 năm 2016 khi hệ thống tổ chức quân đội Trung Quốc được cải tổ. Tháng 8 năm 2017, ông được điều chuyển tới Chiến khu Bắc Bộ, nhậm chức Phó Tư lệnh Chiến khu kiêm Tư lệnh Không quân Chiến khu Bắc Bộ, rồi được phong quân hàm Trung tướng Không quân vào tháng 6 năm 2019.

### Đại học Quốc phòng
Tháng 8 năm 2021, Hứa Học Cường được điều về trung ương, được Quân ủy Trung ương quyết định bổ nhiệm làm Hiệu trưởng Đại học Quốc phòng Trung Quốc, sau đó vào ngày 6 tháng 9, ông được nhà lãnh đạo Tập Cận Bình phong quân hàm Thượng tướng Không quân. Giai đoạn đầu năm 2022, ông được bầu làm đại biểu tham gia Đại hội Đảng Cộng sản Trung Quốc lần thứ XX từ đoàn Quân Giải phóng và Vũ cảnh. Trong quá trình bầu cử tại đại hội, ông được bầu làm Ủy viên Ủy ban Trung ương Đảng Cộng sản Trung Quốc khóa XX.

## Lịch sử thụ phong quân hàm
| Quân hàm |             |             |              |  |  |  |  |  |  |  |  |
| Cấp bậc  | Thiếu tướng | Trung tướng | Thượng tướng |  |  |  |  |  |  |  |  |
|          |             |             |              |  |  |  |  |  |  |  |  |